# Promozione Puglia 1987-1988
Nella stagione 1987-1988 la Promozione era il sesto livello del calcio italiano (il massimo livello regionale). Qui vi sono le statistiche relative al campionato in Puglia.
Il campionato è strutturato in vari gironi all'italiana su base regionale, gestiti dai Comitati Regionali di competenza. Promozioni alla categoria superiore e retrocessioni in quella inferiore non erano sempre omogenee; erano quantificate all'inizio del campionato dal Comitato Regionale secondo le direttive stabilite dalla Lega Nazionale Dilettanti, ma flessibili, in relazione al numero delle società retrocesse dal Campionato Interregionale e perciò, a seconda delle varie situazioni regionali, la fine del campionato poteva avere degli spareggi sia di promozione che di retrocessione.

## Girone A

### Aggiornamenti
La Molfetta Sportiva è stata ammessa al Campionato Interregionale 1987-1988 per completamento organici.

### Squadre partecipanti
| Club                      | Città                     |
| ------------------------- | ------------------------- |
| A.S. Atletico Modugno     | Modugno (BA)              |
| U.S. Bitonto              | Bitonto (BA)              |
| S.S. Canosa               | Canosa di Puglia (BA)     |
| A.S. Castellana           | Castellana Grotte (BA)    |
| U.S. Lucera               | Lucera (FG)               |
| A.C. Massafra             | Massafra (TA)             |
| Pol. Mola                 | Mola di Bari (BA)         |
| Pol. Noci                 | Noci (BA)                 |
| A.S. Noicattaro           | Noicattaro (BA)           |
| S.S. Pro Gioia            | Gioia del Colle (BA)      |
| A.C. San Giovanni Rotondo | San Giovanni Rotondo (FG) |
| G.S. Santeramo            | Santeramo in Colle (BA)   |
| A.S. Santo Spirito        | Bari Santo Spirito        |
| A.S. Terlizzi             | Terlizzi (BA)             |
| A.C. Trinitapoli          | Trinitapoli (FG)          |
| A.C. Triggiano            | Triggiano (BA)            |

### Classifica finale
|  | Pos. | Squadra              | Pt  | G   | V   | N   | P   | GF  | GS  | DR  |
|  | ---- | -------------------- | --- | --- | --- | --- | --- | --- | --- | --- |
|  | 1.   | Noicattaro           | 46  | 30  | 19  | 8   | 3   | 56  | 16  | +40 |
|  | 2.   | Bitonto              | 46  | 30  | 19  | 8   | 3   | 44  | 14  | +30 |
|  | 3.   | Noci                 | 41  | 30  | 16  | 9   | 5   | 37  | 14  | +23 |
|  | 4.   | Massafra             | 40  | 30  | 16  | 8   | 6   | 40  | 23  | +17 |
|  | 5.   | Terlizzi             | 37  | 30  | 13  | 11  | 6   | 39  | 18  | +21 |
|  | 6.   | Castellana           | 36  | 30  | 13  | 10  | 7   | 37  | 32  | +5  |
|  | 7.   | Canosa               | 32  | 30  | 13  | 6   | 11  | 32  | 25  | +7  |
|  | 8.   | Lucera (-1)          | 31  | 30  | 11  | 10  | 9   | 23  | 19  | +4  |
|  | 9.   | Mola                 | 27  | 30  | 8   | 11  | 11  | 26  | 28  | -2  |
|  | 10.  | San Giovanni Rotondo | 25  | 30  | 6   | 13  | 11  | 20  | 34  | -14 |
|  | 11.  | Atletico Modugno     | 24  | 30  | 7   | 10  | 13  | 17  | 26  | -9  |
|  | 12.  | Trinitapoli          | 24  | 30  | 7   | 10  | 13  | 23  | 40  | -17 |
|  | 13.  | Pro Gioia            | 20  | 30  | 7   | 6   | 17  | 19  | 40  | -21 |
|  | 14.  | Santo Spirito        | 19  | 30  | 4   | 11  | 15  | 24  | 37  | -13 |
|  | 15.  | GS Santeramo         | 18  | 30  | 5   | 8   | 17  | 18  | 57  | -39 |
|  | 16.  | Triggiano            | 13  | 30  | 3   | 7   | 20  | 18  | 50  | -32 |
|  |      |                      | 479 | 480 | 167 | 146 | 167 | 473 | 473 | 0   |

Legenda:

         Promosso nel Campionato Interregionale 1988-1989.
         Retrocesso in Prima Categoria 1988-1989.
Note:
Due punti a vittoria, uno a pareggio, zero a sconfitta.
Il Bitonto, sconfitto nello spareggio promozione dall'ex aequo Noicattaro, è poi stato ammesso in Interregionale.
Il Lucera è stato penalizzato con la sottrazione di 1 punto in classifica.

### Spareggio promozione
|            | Risultati  |         | Luogo e data            |
| ---------- | ---------- | ------- | ----------------------- |
| Noicattaro | 6-4 d.c.r. | Bitonto | Barletta, 8 maggio 1988 |
|            |            |         |                         |

## Girone B

### Aggiornamenti
L'U.S. Carmiano e il F.C. Real Taranto, per motivi qui non riscontrati non hanno rinnovato l'iscrizione al campionato di Promozione per la stagione 1987-1988.

### Squadre partecipanti
| Club                               | Città                      |
| ---------------------------------- | -------------------------- |
| U.S. Aradeo                        | Aradeo (LE)                |
| Pol. Carovigno                     | Carovigno (BR)             |
| A.C. Copertino                     | Copertino (LE)             |
| U.S. Calimera                      | Calimera (LE)              |
| Pol. Ars et Labor Grottaglie       | Grottaglie (TA)            |
| Junior Francavilla                 | Francavilla Fontana (BR)   |
| A.C. Juventus Club Parola Carmiano | Carmiano (LE)              |
| A.S. Leverano                      | Leverano (LE)              |
| U.S. Lorenzo Mariano               | Scorrano (LE)              |
| U.S. Novoli                        | Novoli (LE)                |
| A.C. Ostuni Sport                  | Ostuni (BR)                |
| U.S. Real Stella Jonica            | San Giorgio Ionico (TA)    |
| Pol. Sambiagese                    | Galatina (LE)              |
| U.S. San Vito                      | San Vito dei Normanni (BR) |
| U.S. Tricase                       | Tricase (LE)               |
| A.S. Veglie                        | Veglie (LE)                |

### Classifica finale
|  | Pos. | Squadra                  | Pt  | G   | V   | N   | P   | GF  | GS  | DR  |
|  | ---- | ------------------------ | --- | --- | --- | --- | --- | --- | --- | --- |
|  | 1.   | Ostuni                   | 47  | 30  | 18  | 11  | 1   | 42  | 11  | +31 |
|  | 2.   | Tricase                  | 47  | 30  | 20  | 7   | 3   | 47  | 12  | +35 |
|  | 3.   | Real Stella Jonica       | 39  | 30  | 14  | 11  | 5   | 33  | 20  | +13 |
|  | 4.   | Novoli                   | 37  | 30  | 13  | 11  | 6   | 40  | 25  | +15 |
|  | 5.   | Lorenzo Mariano          | 37  | 30  | 13  | 11  | 6   | 39  | 19  | +20 |
|  | 6.   | San Vito Normanni        | 37  | 30  | 11  | 15  | 4   | 42  | 24  | +18 |
|  | 7.   | Copertino                | 35  | 30  | 13  | 9   | 8   | 40  | 28  | +12 |
|  | 8.   | Veglie                   | 26  | 30  | 5   | 16  | 9   | 20  | 28  | -8  |
|  | 9.   | Grottaglie               | 26  | 30  | 6   | 14  | 10  | 25  | 37  | -12 |
|  | 10.  | Pol. Sambiagese          | 25  | 30  | 7   | 11  | 12  | 19  | 31  | -12 |
|  | 11.  | Carovigno                | 24  | 30  | 6   | 12  | 12  | 25  | 36  | -11 |
|  | 12.  | Junior Francavilla       | 24  | 30  | 6   | 12  | 12  | 20  | 34  | -14 |
|  | 13.  | Aradeo                   | 22  | 30  | 6   | 10  | 14  | 24  | 50  | -26 |
|  | 14.  | Juventus Parola Carmiano | 21  | 30  | 5   | 11  | 14  | 20  | 37  | -17 |
|  | 15.  | Calimera                 | 20  | 30  | 4   | 12  | 14  | 35  | 46  | -11 |
|  | 16.  | Leverano                 | 12  | 30  | 2   | 8   | 20  | 14  | 48  | -34 |
|  |      |                          | 480 | 480 | 149 | 182 | 149 | 485 | 485 | 0   |

Legenda:

         Promosso nel Campionato Interregionale 1988-1989.
         Retrocesso in Prima Categoria 1988-1989.
Note:
Due punti a vittoria, uno a pareggio, zero a sconfitta.
Il Tricase, sconfitto nello spareggio promozione dall'ex aequo Ostuni, è poi stato ammesso in Interregionale.

### Spareggio promozione
|        | Risultati |         | Luogo e data             |
| ------ | --------- | ------- | ------------------------ |
| Ostuni | 1-0       | Tricase | Squinzano, 8 maggio 1988 |
|        |           |         |                          |